# アルメリア県
アルメリア県（アルメリアけん、Provincia de Almería）は、スペイン・アンダルシア州の県。県都はアルメリア。

## 地理
西はアンダルシア州グラナダ県に、北はムルシア州に接している。南と東は地中海に面している。102のムニシピオ（基礎自治体）を有する。

### 人口
| アルメリア県の人口推移 1900－2010                       |
|                                                         |
| 出典:INE（スペイン国立統計局）1900年 - 1991年、1996年 - |

## 歴史
1833年スペイン地方行政区分再編ではスペイン全土に49の県が設置された。この際にアルメリア県も設置され、県都はアルメリアに定められた。
1966年1月17日にはアルメリア県クエバス・デル・アルマンソーラの上空でパロマレス米軍機墜落事故が起こり、落下物によって部分的な土壌の核汚染が引き起こされた。
1939年から1975年のフランコ独裁体制化を経て、スペインの民主化移行期の1970年代末から1980年代初頭にはスペイン全土に17の自治州が設置された。1982年1月11日にはアルメリア県など8県からなるアンダルシア州が発足した。

## 行政区分

### 主な自治体

自治体別人口分布図

| 順位 | 基礎自治体                 | 人口 （2013年） | 郡                         |
| ---- | -------------------------- | --------------- | -------------------------- |
| 1    | アルメリア                 | 192,697         | アルメリア都市圏           |
| 2    | ロケータス・デ・マル       | 87,868          | ポニエンテ・アルメリエンセ |
| 3    | エル・エヒード             | 82,983          | ポニエンテ・アルメリエンセ |
| 4    | ニハル                     | 28,245          | アルメリア都市圏           |
| 5    | アドラ                     | 24,761          | ポニエンテ・アルメリエンセ |
| 6    | ビカル                     | 24,233          | ポニエンテ・アルメリエンセ |
| 7    | ウエルカル＝オベーラ       | 18,925          | レバンテ・アルメリエンセ   |
| 8    | ウエルカル・デ・アルメリア | 16,442          | アルメリア都市圏           |
| 9    | ベルハ                     | 15,521          | ポニエンテ・アルメリエンセ |
| 10   | ベラ                       | 15,424          | レバンテ・アルメリエンセ   |

### 司法管轄区

アルメリア県の司法管轄区

アルメリア県は8の司法管轄区に分けられる。太字は中心自治体。
1. アルメリア司法管轄区[6] - アブラ、アブルセーナ、アルボロドゥイ、アルクディア・デ・モンテアグ、アラビア、アラーマ・デ・アルメリア、アリクン、アルメリア、アルモシタ、アルソドゥックス、ベイレス、ベナードゥックス、ベニタグラ、ベニサロン、ベンタリーケ、カンハジャル、カストロ・デ・フィラブレス、エニックス、フェリックス、フィニャーナ、ガドル、ヘルガル、ウエシハ、ウエルカル・デ・アルメリア、イジャール、インスティンション、ルカイネーナ・デ・ラス・トーレス、ナシミエント、ニハル、オアーネス、オルーラ・デ・カストロ、パドゥーレス、ペチーナ、ラゴル、リオハ、サンタ・クルス・デ・マルチェーナ、サンタ・フェ・デ・モンドゥーハル、セネス、ソルバス、タベルナス、タール、テルケ、ラス・トレス・ビージャス、トゥリージャス、ウレイラ・デル・カンポ、ベレフィーケ、ビアトール、ビカル
2. ベルハ司法管轄区[7] - アドラ、アルコレーア、バジャルカル、ベルハ、ダリーアス、フォンドン、ラウハル・デ・アンダラックス、パテルナ・デル・リオ
3. ウエルカル＝オベーラ司法管轄区[8] - アルボックス、アルボレーアス、カントリア、ウエルカル＝オベーラ、パルタローア、プルピー、タベルノ、スルヘーナ
4. ベラ司法管轄区[9] - アンタス、ベダル、カルボネーラス、クエバス・デル・アルマンソーラ、ロス・ガジャルドス、ガルーチャ、ルブリン、モハカル、トゥーレ、ベラ
5. ロケータス・デ・マル司法管轄区[10] - ロケータス・デ・マル
6. ベレス＝ルビオ司法管轄区[11] - チリベル、マリーア、ベレス＝ブランコ、ベレス＝ルビオ
7. エル・エヒード司法管轄区[12] - エル・エヒード、ラ・モホネーラ
8. プルチェーナ司法管轄区[13] - アルバンチェス、アルコンタル、アルムーニャ・デ・アルマンソーラ、バカーレス、バジャルケ、チェルコス、コブダル、フィネス、ラロージャ、リハル、ルカル、マカエル、オルーラ・デル・リオ、オリア、プルチェーナ、セロン、シエーロ、ソモンティン、スフリー、ティホラ、ウラカル

## 経済

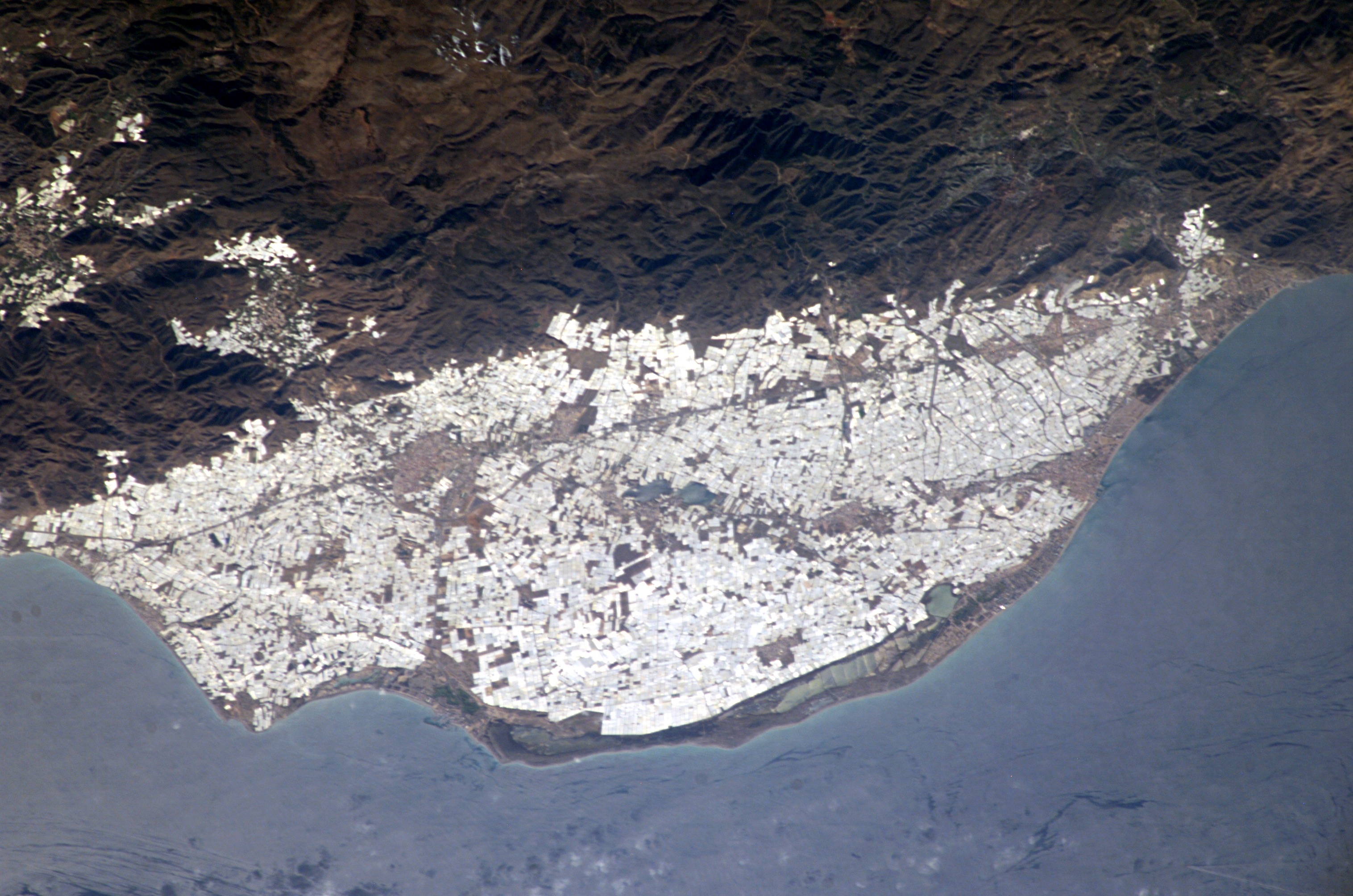
宇宙から見たポニエンテ・アルメリエンセの平野部。白いビニールに覆われた「プラスチックの海」が広がる

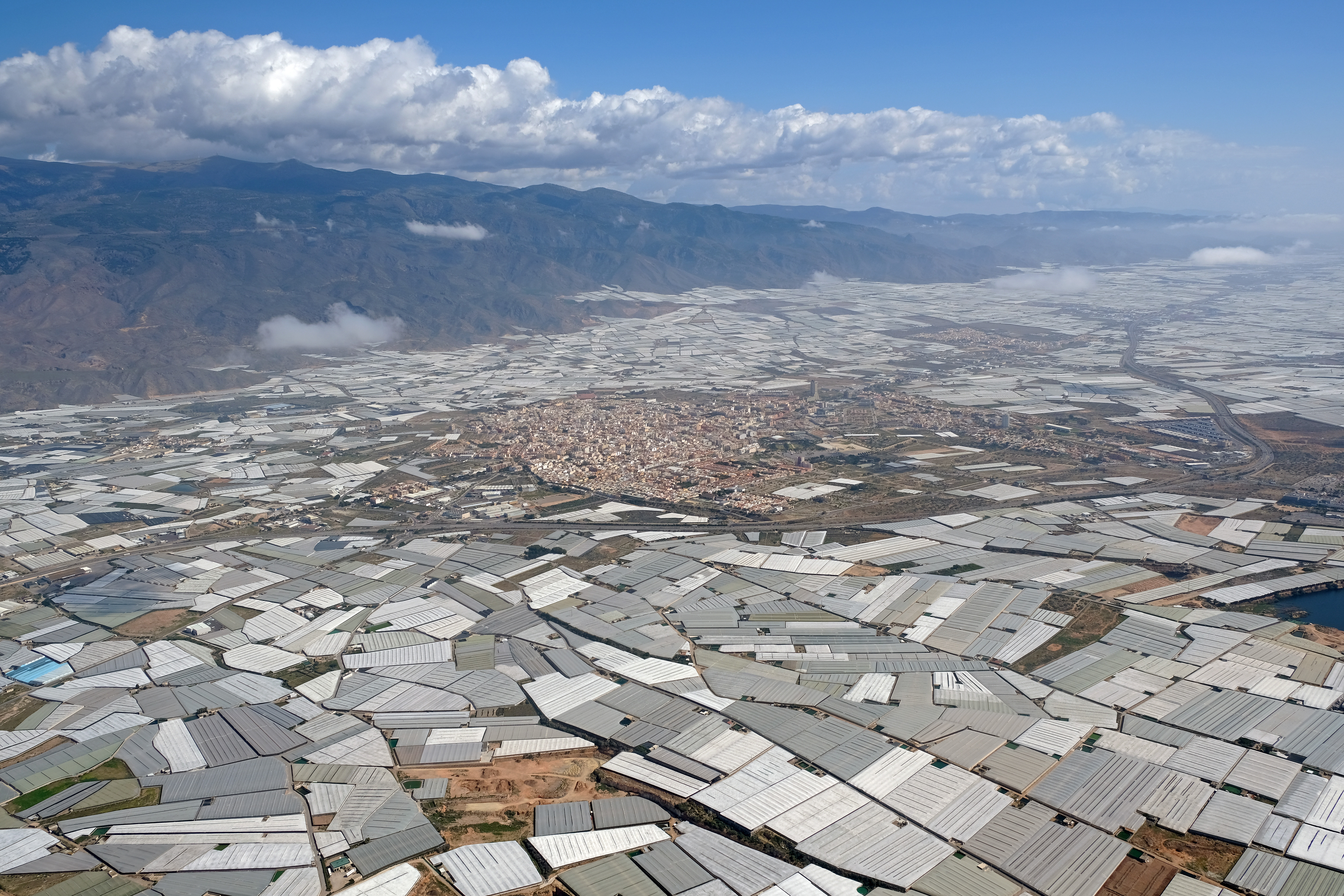
ビニールハウスに囲まれたエル・エヒドの町

おもな産業は温室農業である。特にポニエンテ・アルメリエンセ郡にはビニールハウスが集中し、「プラスチックの海」と呼ばれる景観を呈する。ここから膨大な野菜や果実が毎年ヨーロッパやほかの地域に輸出されており、「ヨーロッパの果樹園」の別名を有する。その労働者の多くはアフリカなどから来る移民や季節労働者である。
陽気な天候のために観光も盛んで、ロケタス・デ・マル、アグアドゥルセ、アルメリマル、ベラ、カボ・デ・ガタなどが観光地となっている。

### 映画のロケ地

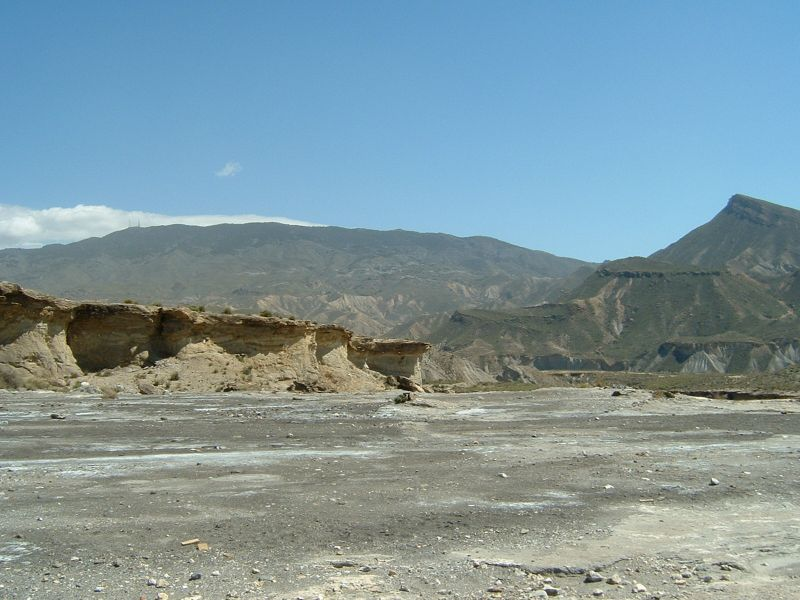
タベルナス砂漠

タベルナスの荒野

アルメリア県には、ヨーロッパで唯一の砂漠であるタベルナス砂漠がある。砂漠は、グラナダ県にまたがるシエラネバダ国立公園（シエラネバダ山脈中）の一部となっている。
県の一部の特徴となっている砂漠の景色と気候は、西部劇（特に1960年代）の舞台として理想的な環境となった。映画のロケのために、タベルナス砂漠のそばには多くの西部の町が作られた。『続・夕陽のガンマン』や『荒野の用心棒』などの映画はそこで撮影された。2002年の『マカロニ・ウエスタン 800発の銃弾』は、さびれたこのウエスタン村を舞台とした映画である。『アラビアのロレンス』や『パットン大戦車軍団』の多くの部分が撮影されたのもここである。